# Tour de Francia 1906
El Tour de Francia de 1906 fue la cuarta edición del Tour de Francia y se celebró entre el 4 y el 29 de julio de 1906 sobre un recorrido de 4.545 kilómetros repartidos en 13 etapas. El vencedor recorrió la distancia a una velocidad media de 24,463 km/h. 
Como en ediciones anteriores aún hubo lugar para el engaño y el sabotaje durante la carrera. Así, cuatro ciclistas fueron descalificados para coger trenes por ahorrarse un trozo de camino, mientras algunos espectadores lanzaban clavos en las carreteras. Esto no impidió que René Pottier lograra una gran ventaja durante las primeras etapas, liberado de la tendinitis que le había afectado el  año anterior, y que ganara la carrera de manera clara. 
Esta sería la última participación de  Pottier en el Tour de Francia, ya que poco después se suicidaría.

## Cambios respecto al Tour de Francia de 1905
El organizador del Tour, Henri Desgrange, estaba contento con el resultado del aumento del kilometraje en la edición del 1905 y decidió incrementar aún más el número de etapas en 1906. Esto permitió seguir casi todo el perímetro de Francia . 
La introducción de etapas de montaña también había sido un éxito, por lo que en 1906 aparte de los Vosgos se incluyeron ascensiones al Macizo de la Chartreuse.

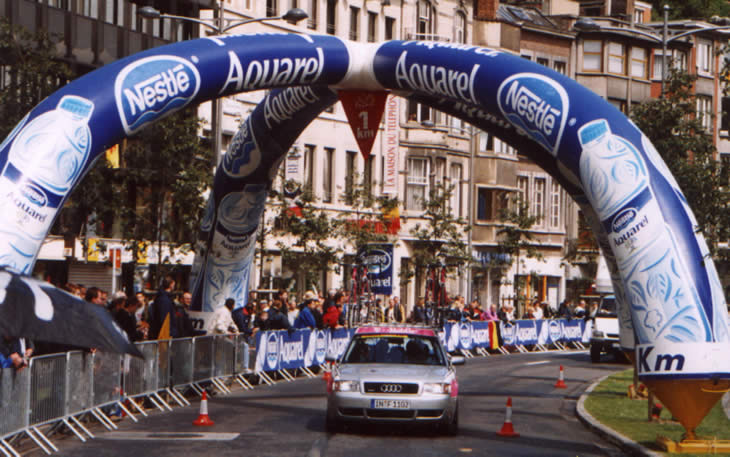
La 'banderita roja', indicadora del último kilómetro de etapa, fue introducida en el Tour de Francia de 1906.

El sistema de puntos del Tour de Francia 1905 resultó bastante positivo para reducir las trampas hechas por los ciclistas, por lo que los organizadores decidieron volver a emplear nuevamente en 1906, aunque con algunos cambios: mientras en 1905 las diferencias de tiempo tenían algún efecto en la distribución de los puntos, en 1906 las diferencias de tiempo no eran compatibilizadas, y los puntos sólo se daban con el orden en que finalizaban la etapa los ciclistas. El ganador de la etapa recibía un punto, el segundo ciclista dos puntos y así sucesivamente. Al finalizar la octava etapa, sólo quedaban en competición 16 ciclistas, y los resultados de las primeras ocho etapas se volvieron a calcular, teniendo en cuenta sólo los ciclistas que quedaban, redistribuyendo los puntos entre los ciclistas restantes de acuerdo con las sus posiciones en aquellas etapas.
La primera etapa finalizaba en Lille, mientras la segunda comenzaba a Douai, siendo la primera vez en que una etapa no comenzaba donde había finalizado la anterior. Además, por primera vez, el Tour circuló durante 75 kilómetros por carreteras de fuera de Francia, ya que en la segunda etapa se visitó Alsacia-Lorena, en aquellos años parte del imperio Alemán. 1906 también fue el año en que se introdujo la  bandera roja  que indica a los ciclistas la entrada en el último kilómetro; y se pintó en la llegada una línea blanca para señalar el lugar exacto del final de etapa y evitar dudas.

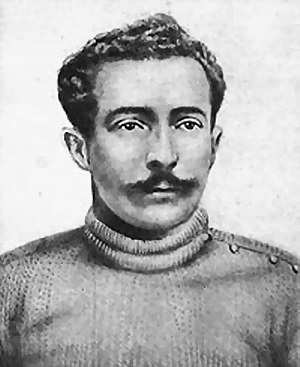
René Pottier, vencedor del Tour de Francia de 1906

## Participantes
100 ciclistas se inscribieron para participar en la carrera, pero solo 76 de ellos tomaron la salida. Uno de los ausentes fue Henri Cornet, vencedor del Tour de Francia 1904. De los 76, cuatro eran belgas, un luxemburgués (el posterior vencedor François Faber), un alemán y el resto franceses. Louis Trousselier, ganador del Tour de Francia 1905, defendería el título. Los ciclistas no corrían agrupados en equipos; algunos ciclistas compartían patrocinador, aunque no se les permitió trabajar juntos. Antes de comenzar la carrera los principales favoritos eran Cadolle, Aucouturier, Georget, Pottier, Trousselier, Dortignac y Petit-Breton.
Como en 1905, los ciclistas se dividieron en dos categorías: los coureurs de vitesse y los coureurs sur machines poinçonnées, en la que los ciclistas de la primera categoría se les permitía cambiar las bicicletas, lo que podía ser una ventaja en las montañas, donde podrían utilizar una bicicleta con marchas más cortas. En 1905 los patrocinadores no se habían mostrado entusiastas con la introducción de sus ciclistas en la categoría de los poinçonnées, pero en 1906 se habían dado cuenta de que era bueno para la marca comercial tener ciclistas en la categoría de los poinçonnées, porque para la mayoría de franceses podían identificarse con ellos. En 1906 más de la mitad de los ciclistas se inscribieron en la categoría  poinçonnées , entre los que destacaba Lucien Petit-Breton, uno de los favoritos.

## Desarrollo de la carrera

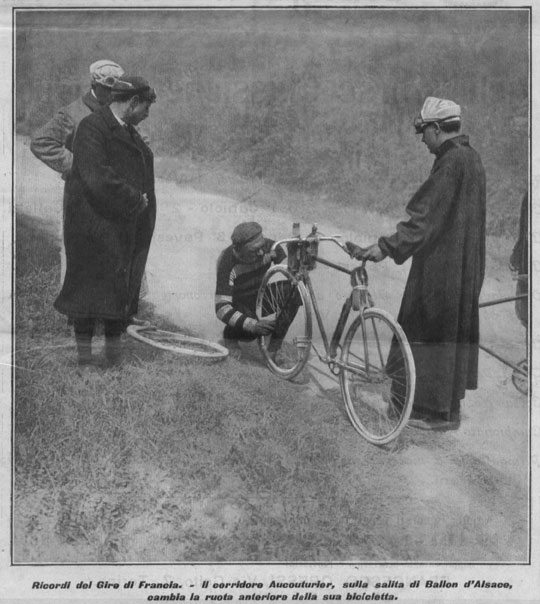
Hippolyte Aucouturier arreglando un neumático.

Como en años anteriores algunos espectadores trataron de ayudar a sus ciclistas favoritos perjudicando a sus adversarios. 
En la primera etapa se lanzaron clavos en la carretera, y todos los ciclistas exceptuando Lucien Petit-Breton pincharon. Esta etapa fue ganada por Emile Georget al sprint. En la segunda etapa René Pottier, que había demostrado sus cualidades de escalador en la edición anterior, y era el principal favorito se vio obligado a detenerse durante 58 minutos por una avería mecánica cuando se llevaban disputados 175 km de etapa. Los rivales trabajaron juntos para dejar atrás  a Pottier, pero éste los acabó atrapando a falta de 25 kilómetros por la llegada, después de una persecución de 200 kilómetros. Luego los dejaba atrás y ganaba con un margen de 1'30" sobre Petit-Breton y más de 9 minutos sobre el resto.

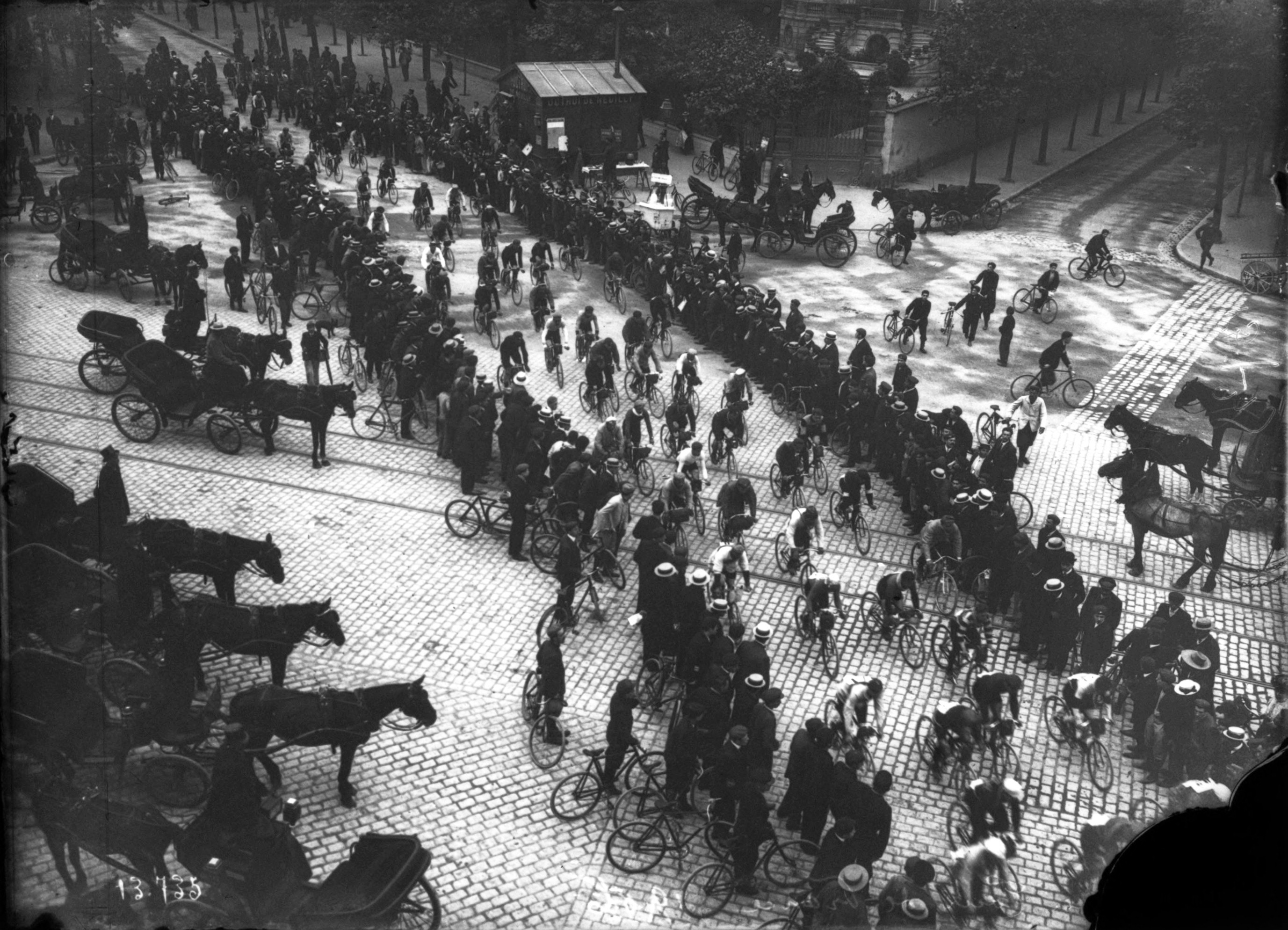
El Tour de 1906 cruzando un pueblo.

En la tercera etapa, cuatro ciclistas (Julien Gabory, Henri Gauban, Gaston Tuvache y Maurice Carrere) fueron descalificados por tomar un tren. El Ballon d'Alsace, que había sido el primer gran puerto de montaña en el Tour de Francia en la edición anterior, se volvió a subir. Como en el año anterior, Pottier fue el primero en superarlo. La etapa también fue ganada por Pottier, con más de 45 minutos de ventaja sobre los inmediatos perseguidores.
Pottier también ganó la cuarta etapa. En la quinta etapa, Pottier lideraba con cerca de una hora de ventaja a media etapa. Una leyenda cuenta que Pottier entró en un bar y pidió una botella de vino, la cual casi termina solo. Cuando vio los primeros perseguidores que pasaban por delante del bar, Pottier volvió a subir a la bicicleta, para terminar volviendo a ganar la etapa.
En este punto Pottier dominaba con toda seguridad la clasificación general. El ganador del Tour de Francia de 1905, Louis Trousselier, había tenido una mala primera mitad del Tour, y se encontraba muy atrás en la clasificación. Trousselier recuperó su buen nivel de forma durante la segunda parte del Tour, ganando la séptima, novena, décima y undécima etapas, y luchando por la segunda posición que ocupaba Georges Passerieu. Passerieu defendió su posición ganando la duodécima etapa. En la última etapa Pottier mostró su fuerza en ganar la etapa llegando escapado junto con Passerieu a París.

## Resultados

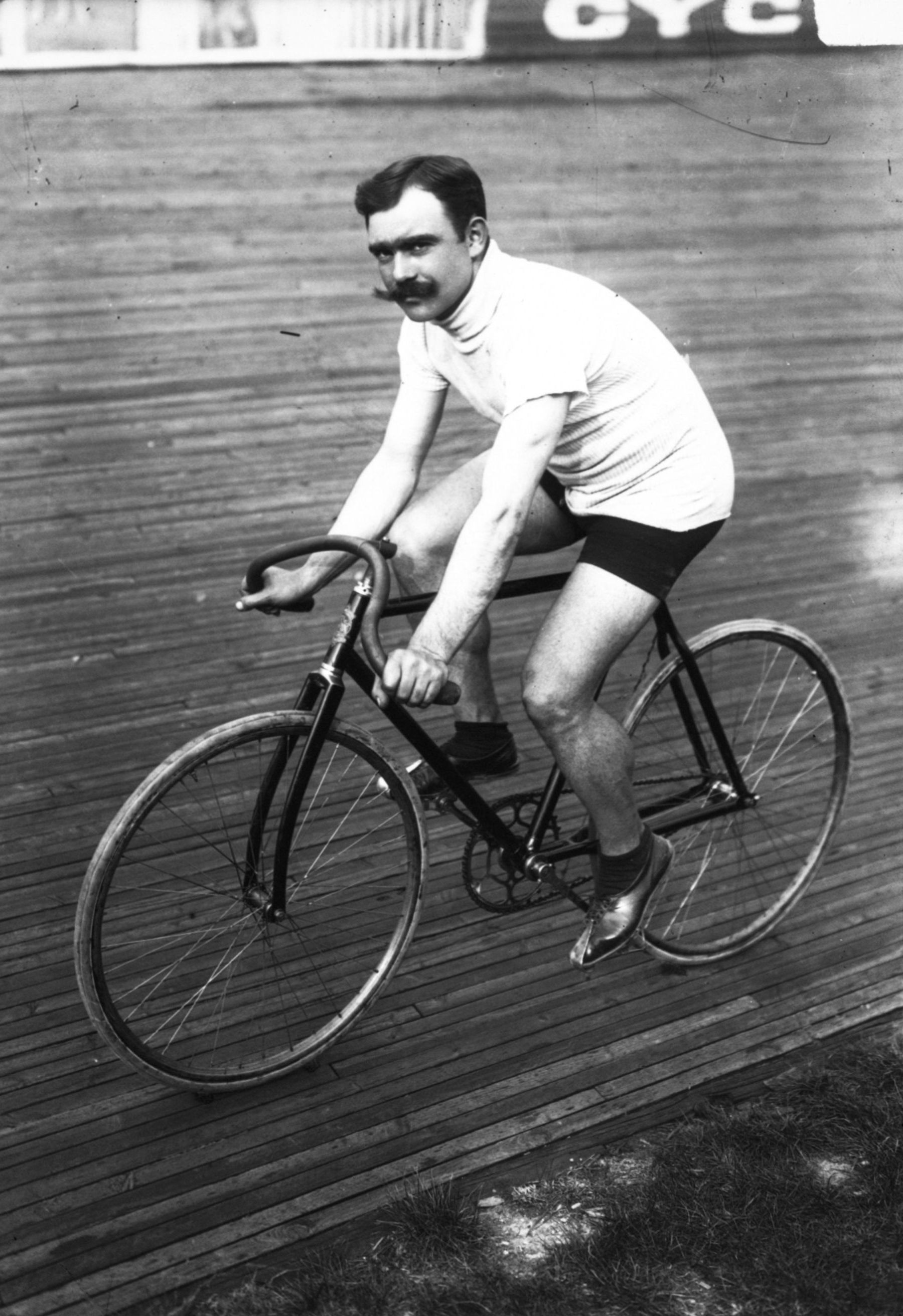
Louis Trousselier, vencedor de cuatro etapas del Tour de Francia de 1906.

### Etapas
Al finalizar la 13.ª etapa, la carrera continuó con dos vueltas de exhibición cronometradas en el Velódromo en París, el resultado de las que no se tuvo en cuenta para la clasificación general. El ganador fue Emile Georget, que terminó los 1.332 metros en 2' 07" 20.
| Etapa | Fecha       | Recorrido           | Distancia (km) | Ganador                  | Líder         |
| ----- | ----------- | ------------------- | -------------- | ------------------------ | ------------- |
| 1.ª   | 4 de julio  | París - Lille       | 275            | Émile Georget            | Émile Georget |
| 2.ª   | 6 de julio  | Douai - Nancy       | 400            | René Pottier             | René Pottier  |
| 3.ª   | 8 de julio  | Nancy - Dijon       | 416            | René Pottier             | René Pottier  |
| 4.ª   | 10 de julio | Dijon - Grenoble    | 311            | René Pottier             | René Pottier  |
| 5.ª   | 12 de julio | Grenoble - Niza     | 345            | René Pottier             | René Pottier  |
| 6.ª   | 14 de julio | Niza - Marsella     | 292            | Georges Passerieu        | René Pottier  |
| 7.ª   | 16 de julio | Marsella - Toulouse | 480            | Louis Trousselier        | René Pottier  |
| 8.ª   | 18 de julio | Toulouse - Bayona   | 300            | Jean-Baptiste Dortignacq | René Pottier  |
| 9.ª   | 20 de julio | Bayona - Burdeos    | 338            | Louis Trousselier        | René Pottier  |
| 10.ª  | 22 de julio | Burdeos - Nantes    | 391            | Louis Trousselier        | René Pottier  |
| 11.ª  | 24 de julio | Nantes - Brest      | 321            | Louis Trousselier        | René Pottier  |
| 12.ª  | 26 de julio | Brest - Caen        | 415            | Georges Passerieu        | René Pottier  |
| 13.ª  | 29 de julio | Caen - París        | 259            | René Pottier             | René Pottier  |

## Clasificación
| Clasificación general |                     |               |        |
| Ciclista              | Ciclista            | Publicidad    | Puntos |
| --------------------- | ------------------- | ------------- | ------ |
| 1.º                   | René Pottier        | Peugeot       | 31     |
| 2.º                   | Georges Passerieu   | Peugeot       | 39     |
| 3.º                   | Louis Trousselier   | Peugeot       | 61     |
| 4.º                   | Lucien Petit-Breton | Peugeot       | 65     |
| 5.º                   | Émile Georget       | Alcyon–Dunlop | 80     |
| 6.º                   | Aloïs Catteau       | Alcyon–Dunlop | 129    |
| 7.º                   | Édouard Wattelier   | Labor         | 137    |
| 8.º                   | Léon Georget        | Alcyon–Dunlop | 152    |
| 9.º                   | Eugène Christophe   | Labor         | 156    |
| 10.º                  | Anthony Wattelier   | Alcyon–Dunlop | 168    |
| 11.º                  | Georges Fleury      | Rochet        | 201    |
| 12.º                  | Ferdinand Payan     | Chapmeyrache  | 222    |
| 13.º                  | Léon Winant         | Individual    | 241    |
| 14.º                  | Georges Bronchard   | Biguet        | 256    |

### Otras clasificaciones
Lucien Petit-Breton fue el vencedor entre la categoría de coureurs sur machines poinçonnées, que habían de llevar la misma bicicleta durante toda la carrera.
Los organizadores del diario L'Auto nombraron René Pottier el meilleur grimpeur, el mejor escalador. Este título no oficial es el predecesor del clasificación de la montaña.

## Libros y otros
- Coll., Tour de Francia, 100 años, París, L'Équipe, 2003] (enlace roto disponible en Internet Archive; véase el historial, la primera versión y la última)., tomo 1, p.46-53
- Pierre Lagrue, Le Tour de France. Reflet de l'histoire et de la société, chapitre 2, L'Harmattan, París, 2004 (en francés).